# 마이클 트루코
마이클 트루코(Michael Trucco, 1970년 6월 22일 ~ )는 미국의 배우이다.

## 출연 작품
- 더 바이 바이 맨 - 버질 역
- 헌터 킬러 - 데빈 홀 역